# Salsomaggiore Terme
Salsomaggiore Terme är en stad och en kommun i provinsen Parma i regionen Emilia-Romagna i norra Italien. Kommunen hade 19 746 invånare (2018) och gränsar till kommunerna Alseno, Fidenza, Medesano, Pellegrino Parmense och Vernasca.